# Асен Сурдолов
Асен Маринов Сурдолов е български военен деец, полковник.

## Биография
Роден е на 22 май 1913 г. във видинското Ново село. От 1928 до 1932 г. учи в Духовната семинария. След това завършва Видинската мъжка гимназия. От 1932 до 1935 г. учи във Военното училище в София специалност „артилерия“. Като юнкер участва в Деветнадесетомайския преврат от 1934 г. Започва военната си служба като командир на взвод в четвърти артилерийски полк. От 1939 до 1943 г. учи във Военната академия в София. По това време се свързва с офицери от ОФ чрез капитан Димитър Томов. От януари 1944 г. е помощник-началник на вътрешно оперативния отдел. Участва в Деветосептемврийския преврат. От септември до декември 1944 г. е началник-щаб на първа танкова бригада. Между декември 1944 и февруари 1945 г. е началник-щаб и командир на първа бронирана бригада. В периода февруари 1945-юни 1947 г. е командир на втора бронирана бригада. От юни 1945 г. е член на БКП. Непререгистриран през 1950 поради застъпването му за офицери и изказвания срещу партизаните, които учат във Военната академия. Между юни 1947 и февруари 1949 г. е началник на катедра „Оперативно изкуство“ във Военната академия в София. От февруари 1949 г. е назначен за временен началник-щаб на първа пехотна софийска дивизия. От 1 януари 1950 г. е назначен от временен за титулярен началник-щаб на Управление бронетанкови и механизирани войски. Защитава дисертация на тема „Клаузевиц и войната“ и става първия доктор по военни науки от българската армия. Умира на 27 юни 1985 г. в София.

## Военни звания
- Подпоручик (3 октомври 1935)
- Поручик (3 октомври 1938)
- Капитан (6 май 1943)
- Полковник (11 септември 1944)